# Özükavak, Çekerek
Özükavak là một thị trấn thuộc huyện Çekerek, tỉnh Yozgat, Thổ Nhĩ Kỳ. Dân số thời điểm năm 2010 là 2.122 người.